# Susanne Strand
Susanne Strand, född 1972, är en svensk kriminolog och professor i kriminologi vid Örebro universitet.
Hon arbetar som forskningsledare vid Centrum för Våldsstudier (CVS) och forskargruppen Stalkning och Partnervåld (SToP), samt att hon är adjungerad vid Centre for Forensic Behavioural Science (CFBS) vid Swinburne University of Technology i Melbourne, Australien.
Hon är ibland tillfrågad som kunnig inom området stalkning och medverkar ibland i radio, TV och podcasts.
Hon har skrivit populärvetenskapliga krönikor för Nerikes Allehanda.